# 和歌山市立楠見西小学校
和歌山市立楠見西小学校（わかやましりつくすみにししょうがっこう）は、 和歌山県和歌山市市小路31にある市立小学校。

## 概要
和歌山市立楠見西小学校は、和歌山市立楠見小学校の分校である。
2022年度現在、前年度から学校周辺や海岸でゴミ拾いをする等SDGsに関する取り組みを行なっている。

## 進学先中学校
- 和歌山市立楠見中学校

## 通学区域が隣接している学校
- 和歌山市立楠見小学校
- 和歌山市立福島小学校
- 和歌山市立野崎西小学校
- 和歌山市立貴志小学校
- 和歌山市立藤戸台小学校
- （大阪府）岬町立淡輪小学校